# Ponte do Queensboro
Queensboro Bridge (em português: Ponte do Queensboro), também conhecida como 59th Street Bridge, é uma ponte na cidade de Nova Iorque com dois andares para o tráfego e que liga a ilha de Manhattan ao subúrbio do Queens atravessando o rio East.

## História
No século XIX o governo de Nova Iorque recebeu várias propostas para a construção de uma ponte interligando Manhattan com a Long Island e uma das propostas aceitas foi financiada por uma empresa privada em 1867, porém a empresa faliu em 1890 sem sequer tirar as idéias do papel.
Os planos recomeçaram em 1903 comandados pelo Departamento de Pontes de Nova Iorque em acordo com os engenheiros da Ponte Williamsburg, mas a construção só foi concluída em 1909 devido a atrasos e revoltas dos operários que tentaram até explodir a construção.
A ponte foi aberta ao tráfego em março de 1909, com um custo total de 18 milhões de dólares e 50 operários mortos. Uma cerimônia de inauguração foi realizada em 12 de junho de 1909.

## Revitalização
Após anos de degradação e abandono, a prefeitura de Nova Iorque deu início a uma extensa obra de revigoração da estrutura em 1987 e que perdura até hoje, com um custo superior a 300 milhões de dólares. A ponte recebeu 4 faixas de tráfego no andar superior e 6 faixas no andar inferior e ainda uma faixa para pedestres e uma ciclovia.